# Gianmarco Garofoli
Gianmarco Garofoli (* 6. Oktober 2002 in Ancona) ist ein italienischer Radrennfahrer, der im Straßenradsport aktiv ist.

## Sportlicher Werdegang
Nach dem Wechsel in die U23 wurde Garofoli 2021 zunächst Mitglied im Development Team DSM. Für das Team gewann er eine Etappe des Giro della Valle d’Aosta, in der Gesamtwertung wurde er Zweiter und Gewinner der Nachwuchswertung.
Zur Saison 2022 wechselte Garofoli in das Astana Qazaqstan Development Team, wo er zum Saisonende bereits mehrfach im UCI WorldTeam eingesetzt wurde. Zur Folgesaison wurde er offiziell in das Astana Qazaqstan Team übernommen. Sein bisher wertvollstes Resultat ist der fünfte Platz auf der letzten Etappe der Tour de Romandie 2023.
Zur Saison 2025 wechselte Garofoli zum Team Soudal Quick-Step, wo er selbst ein besseres Umfeld für seine persönliche Weiterentwicklung sieht.

## Erfolge
2019
- Trofeo Buffoni
- Italienischer Meister – Straßenrennen (Junioren)

2021
- eine Etappe und Nachwuchswertung Giro della Valle d’Aosta

## Grand Tour-Platzierungen
| Grand Tour            | 2024 | 2025 |
| --------------------- | ---- | ---- |
| Giro d’ItaliaGiro     | –    | 31   |
| Tour de FranceTour    | –    |      |
| Vuelta a EspañaVuelta | 48   |      |